# Gunung Ayu (Manna)
Gunung Ayu is een bestuurslaag in het regentschap Bengkulu Selatan van de provincie Bengkulu, Indonesië. Gunung Ayu telt 2124 inwoners (volkstelling 2010).